# برساخت‌گرایی اجتماعی
برساخت گرایی اجتماعی (به انگلیسی Social constructionism) یک نظریه در جامعه‌شناسی و ارتباطات است که بررسی می‌کند فهم مشترک بر ساخته از جهان که اساس فرض‌های مشترک در مورد واقعیت را تشکیل می‌دهد، چگونه توسعه پیدا می‌کند. این نظریه بر این مفهوم استوار است که معانی با هماهنگی دیگران و نه به صورت انفرادی، توسعه می‌یابند.
برساخت‌های اجتماعی می‌توانند بر اساس جامعه و حوادث مربوط به دوره زمانی وجودشان متفاوت باشند. یک مثال از برساخت اجتماعی پول یا مفهوم ارز است، زیرا افراد جامعه توافق کرده‌اند که به آن اهمیت و ارزش دهند. نمونه دیگری از برساخت اجتماعی - هرچند بحث‌برانگیز و مورد اختلاف - مفهوم خودانگاره یا هویت شخصی است. چارلز کولی در نظریه خود-آیینه‌ای معتقد است: «من آن چیزی نیستم که شما فکر می‌کنید من هستم؛ من آن چیزی نیستم که فکر می‌کنم هستم؛ من آن چیزی هستم که فکر می‌کنم شما فکر می‌کنید هستم.» این بیانگر این دیدگاه است که افراد جامعه ایده‌ها یا مفاهیمی را می‌سازند که بدون وجود افراد یا زبان برای تأیید این مفاهیم وجود ندارد.